# Demografia do Azerbaijão
A demografia do Azerbaijão é um domínio de estudos e conhecimentos sobre as características demográficas do território deste país. Desde muito tempo se tenta estabelecer uma ligação estreita entre a demografia e a distribuição da população no país. No seu estado mais primitivo de conquistar terras e paises até então não conseguidos pela força ou pela violência.
| Composição étnica (2009) | Composição étnica (2009) |
| ------------------------ | ------------------------ |
| Azeris                   | 91,6%                    |
| Lezguianos               | 2,0%                     |
| Russos                   | 1,3%                     |
| Armênios                 | 1,3%                     |
| Talysh                   | 1,3%                     |
| Ávaros                   | 0,5%                     |
| Outras etnias            | 2,1%                     |

Da população total do país de cerca de 9,16 milhões de pessoas (julho de 2011), cerca de 4 380 000 (quase 51%) moravam em cidades, enquanto 4 060 000 (49%) habitavam áreas rurais. 51% da população total eram mulheres. A proporção existente entre os sexos naquele ano era de 0,94 homens para cada mulher.
A taxa de crescimento populacional de 2006 foi de 0,66%, comparada com 1,14% da média mundial. Um fator significativo na restrição deste crescimento populacional é um alto nível de migração; até 3 milhões de azeris, muitos deles contratados como trabalhadores temporários, vivem na Rússia. No mesmo ano o Azerbaijão teve uma taxa migratória de -4,38/1000 pessoas.
A maior causa de mortalidade em 2005 foram as doenças respiratórias (806,9 casos a cada 10 000 indivíduos da população total). A estimativa da expectativa de vida para 2007 era então de 66 anos, 70,7 para as mulheres e 61,9 para os homens. Com 800 000 refugiados (internos e externos), o Azerbaijão tem uma das maiores populações internas desalojadas da região, e, até 2006, tinha a maior população de refugiados internos per capita do mundo.
A composição étnica da população, de acordo com o censo populacional de 2009 é a seguinte: 91,6% de azeris, 2,0% lezguianos, 1,3% de russos, 1,3% de arménios (antes da Primeira Guerra do Alto Carabaque, os armênios costumavam viver no Azerbaijão em números muito maiores; ntre 1994 e 2023, quase todos os armênios viviam na região separatista do Alto Carabaque, até a ofensiva azerbaijana no Alto Carabaque e o colapso da república separatista de república separatista de Artsaque em 2023, o que levou à fuga de praticamente todos os armênios, e o território do Azerbaijão ficou quase desprovido de armênios), 1,3% talysh (número tido como excessivamente baixo pelos nacionalistas talysh), 0,6% ávaros, 0,5% de turcos, 0,4% de tártaros, 0,4% ucranianos, 0,2% tsakhur, 0,2% de georgianos, 0,13% de curdos, 0,13% de tats, 0,1% de judeus, 0,05% de udins, e 0,2% de outras etnias. Muitos russos abandonaram o Azerbaijão durante a década de 1990; de acordo com o censo de 1989, havia  392 000 indivíduos de etnia russa no país então, cerca de 5,6% da população. De acordo com as estatísticas, cerca de 390.000 arménios vivam no país em 1989.
O Islão é a religião dominante no país em número de seguidores com 95%. 85% da população são muçulmanos xiitas e 15% são muçulmanos sunitas. O Azerbaijão é um estado secular, sem religião oficial; a constituição consagra a liberdade religiosa e de consciência.

Evolução demográfica do Azerbaijão (em milhares, 1960-2010).